# McLean-Gletscher
Der McLean-Gletscher ist ein Gletscher im Norden des ostantarktischen Viktorialands. Er fließt nördlich des Mount Hemphill im südwestlichen Teil der Anare Mountains in westlicher Richtung zum unteren Abschnitt des Ebbe-Gletschers, den er unmittelbar südlich des Beaman-Gletschers erreicht.
Das Advisory Committee on Antarctic Names benannte ihn 1964 nach Kenneth S. McLean, der als Topografieingenieur des United States Geological Survey zwischen 1962 und 1963 an Vermessungen des Gebiets um den Gletscher beteiligt war.